# Joven Alemania
La Joven Alemania (Junges Deutschland) fue un grupo de escritores alemanes que existió aproximadamente entre 1830 y 1850. Esencialmente fue un movimiento juvenil, similar a los que se habían extendido por Francia, Irlanda, Estados Unidos e Italia. Sus principales defensores fueron Karl Gutzkow, Heinrich Laube, Theodor Mundt y Ludolf Wienbarg; Heinrich Heine, Ludwig Böme y Georg Büchner también fueron considerados parte del movimiento. El círculo más amplio incluyó a Willibald Alexis, Adolf Glassbrenner, Gustav Kühne, Max Waldau y Georg Herwegh. Otras figuras, como Ferdinand Freiligrath, también estuvieron asociadas con el movimiento.

## Descripción
Los escritores de la Joven Alemania estaban en contra de lo que percibían como "absolutismo" en política y "oscurantismo" en religión. Mantuvieron los principios de la democracia, el socialismo y el racionalismo. Entre las muchas cosas que defendieron estaban: la separación de la Iglesia y el Estado, la emancipación de los judíos y la elevación de la posición política y social de la mujer. Durante un tiempo de agitación y descontento político en Europa, la Joven Alemania fue considerada peligrosa por muchos políticos debido a su visión progresista. En diciembre de 1835, el Bundestag de Frankfurt prohibió la publicación en Alemania de muchos autores asociados con el movimiento, como Heine, Gutzkow, Laube, Mundt y Wienbarg. En su razonamiento explicaron que los Jóvenes Alemanes intentaron atacar la religión cristiana de la manera más imprudente, degradar las condiciones existentes y destruir toda disciplina y moralidad en sus escritos, accesibles a todas clases de lectores.
El movimiento produjo poetas, pensadores y periodistas, todos los cuales reaccionaron contra la introspección y el particularismo del romanticismo en la literatura nacional, que había resultado en una separación total de la literatura de las realidades de la vida. El Romanticismo fue visto como apolítico, careciendo del activismo que la floreciente intelectualidad alemana requería. Como consecuencia de las décadas de asistencia escolar obligatoria en los estados alemanes, la alfabetización masiva significó un exceso de hombres educados que el imperio no pudo subsumir. Así, en la década de 1830, con la ventaja de la imprenta de bajo coste, hubo una avalancha de hombres cultos en las así llamadas profesiones libres.